# Nick O'Malley
Nicholas Edward O'Malley, detto Nick (Sheffield, 5 luglio 1985), è un bassista britannico, membro del gruppo rock Arctic Monkeys.

## Biografia
Sedicenne, O'Malley cominciò a suonare il basso dopo il rifiuto che il padre oppose al suo desiderio dapprima di suonare la batteria e poi la chitarra. Prima di suonare con gli Arctic Monkeys, il bassista fu membro dei The Dodgems, un gruppo di Sheffield.
Lavorava per una catena di supermercati quando fu scelto per sostituire il bassista Andy Nicholson, il quale aveva dichiarato di non riuscire a sostenere, a causa di un affaticamento, il tour degli Arctic Monkeys in America settentrionale del maggio 2006.
In seguito al definitivo ritiro di Nicholson, Nicholas entrò a pieno titolo negli Arctic Monkeys.
O'Malley ha asserito d'aver appreso tutte le canzoni contenute nell'album di debutto del gruppo in due giorni, durante i quali suonò intensamente, non allontanandosi dalla propria abitazione per la maggior parte del tempo. La sua prima registrazione con il complesso fu quella del brano Leave Before the Lights Come On.
La sua prima apparizione con la band avvenne il 25 maggio 2006, quando il complesso tenne un'esibizione "segreta" presso l'"Old Blue Last", un pub situato nella zona est di Londra: il luogo, dotato di una capienza capace di accogliere centoventi persone, fu considerato il locale adatto alle esigenze del gruppo, che lo sfruttò per concedere a O'Malley l'opportunità di dimostrare le proprie abilità prima della data che si sarebbe tenuta a Vancouver il 27 maggio, la quale avrebbe segnato l'esordio degli Arctic Monkeys in Nord-America: la band si sarebbe esibita davanti ad un pubblico composto da un numero di persone oscillante tra le quindicimila e le ventimila unità.
O'Malley, ubriaco, solamente una settimana dopo aver accettato di sostituire definitivamente Nicholson si ruppe una mano concedendosi - assieme ai membri del gruppo nel quale suonava inizialmente, i The Dodgems - ad alcune bravate. Secondo alcune fonti, il cantante dei The Dodgems, riguardo l'accaduto, ha sostenuto: "Mentre tornavamo a casa dopo essere stati al pub, il nostro roadie Adam Guest l'ha afferrato (riferendosi a O'Malley), e l'ha fatto cadere oltre il muro del nostro vicino. È piuttosto alto, e lui è atterrato appoggiandosi sulla propria mano destra". Ad ogni modo, malgrado utilizzi il plettro con la mano destra, O'Malley è ugualmente riuscito a suonare il basso, accompagnando il gruppo durante il tour.
Diventato un componente del complesso, durante un'intervista concessa a Q TV ha dichiarato che conosceva il gruppo già prima di esservi introdotto: "Non mi è mai sembrata una questione legata a particolari ansie."

## Equipaggiamento tecnico
Solitamente suona un Fender Precision o un Rickenbacker 3000.

## Discografia

### Arctic Monkeys

#### Album in studio
- Favourite Worst Nightmare (2007)
- Humbug (2009)
- Suck It and see (2011)
- AM (2013)
- Tranquility Base Hotel & Casino (2018)
- The Car (2022)

#### Album live
- At the Apollo (2008)